# 汎アラブ色

アラブ反乱旗

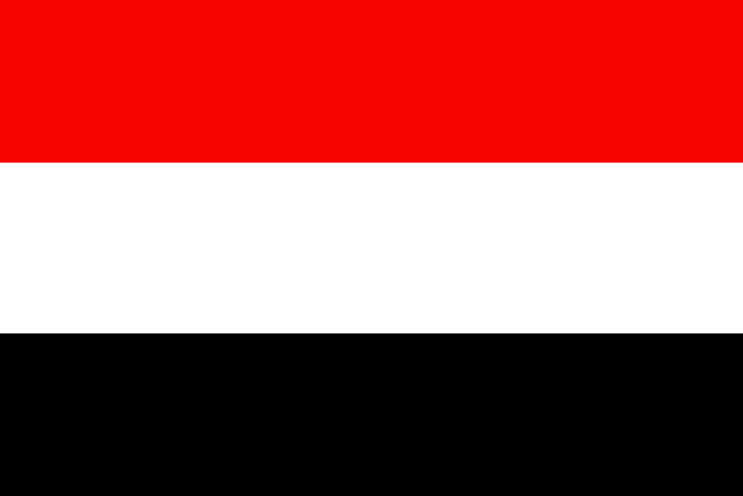
アラブ解放旗

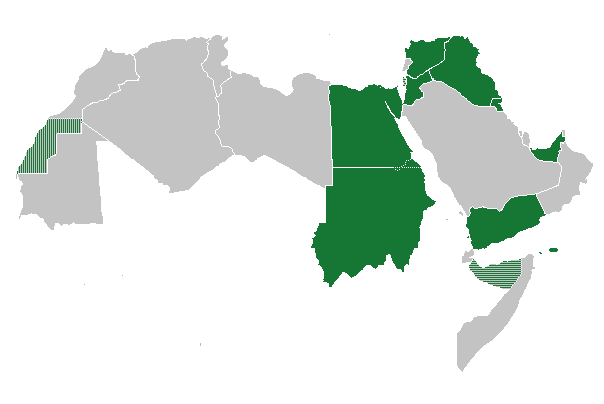
汎アラブ色を使用する国・地域

汎アラブ色（はんアラブしょく）とは、アラブ諸国の国旗に用いられる配色の名称である。イスラム・アラブ色とも言われる。
フサイン・イブン・アリーがアラブ反乱で用いたアラブ反乱旗に起源を持つとされ、赤、黒、白そして緑を基調とするのが普通である。赤は聖戦によって流された尊い血と犠牲を、緑は豊かな国土を、白は清浄な生活を、黒は過去の圧政や戦争を表す。17世紀にバクダットで活躍した詩人がそれぞれの人にたとえた詩に基づいているという説もある。
赤・白・黒の国旗を採用しているのはエジプトおよびイエメンである。これに緑を加えた国旗は、アラブ首長国連邦、イラク、クウェート、シリア、スーダン、ソマリランド、西サハラ、パレスチナ、ヨルダン、リビアで使われている。
汎アラブ色のそれぞれの色は、歴代のアラブ系指導者やムスリム政権を表すとされる。黒は預言者ムハンマドの色であり、白はウマイヤ朝においてバドルの戦いを思い出させるためのシンボル色とされた。緑はファーティマ朝においてアリー・イブン・アビー＝ターリブを支持することを示す色とされ、赤はハワーリジュ派の旗となり、後には北アフリカ（マグリブ）やイベリア半島（アル＝アンダルス）の政権の色となった。
汎アラブ色を国旗に用いないアラブ諸国も、これらの色のうちのいくつかを使う。例えばアルジェリアとレバノンは緑・白・赤を使う（黒は使わない）。

## 現在使用されている国旗

### 主権国家

エジプト・アラブ共和国
イラク共和国
ヨルダン・ハシミテ王国
クウェート国
リビア
スーダン共和国
シリア・アラブ共和国
アラブ首長国連邦
イエメン共和国

### 国際社会から広く承認を得られていない地域の旗

パレスチナ国
サハラ・アラブ民主共和国
ソマリランド

## 現在使用されていない国旗

? ヒジャーズ王国国旗（1917年 - 1920年）
? ヒジャーズ王国国旗（1920年 - 1926年）
? シリア・アラブ王国国旗（1920年3月8日 - 1921年7月24日）
? ハーイル首長国国旗（1920年 - 1921年）
? イラク王国国旗（1921年 - 1959年）
? ヒジャーズ王国国旗（1926年 - 1932年）
? トランスヨルダンの国旗（1928年 - 1939年）
? 1963年以前のシリア国旗。1958年から1961年の間はアラブ連合共和国を結成していた（2011年以降、自由シリア軍など反政府勢力が使用）
? エジプト共和国国旗（1952年 - 1958年）
? アラブ連邦国旗（1958年）
? アラブ連合共和国国旗（1958年 - 1961年）およびシリア・アラブ共和国国旗（1980年 - 2024年）
? カーシム政権期のイラク国旗（1959年 - 1963年）
? イエメン・アラブ共和国旗（1962年 - 1990年）
? バアス党政権期のイラク国旗（1963年 - 1991年）・シリア国旗（1963年 - 1972年）
? パレスチナ旗（1964年 - 2006年）
? イエメン人民民主共和国旗（1967年 - 1990年）
? リビア・アラブ共和国国旗（1969年 - 1972年）
? アラブ共和国連邦国旗。1972年に結成。エジプトでは1984年まで、シリアでは1980年まで、リビアでは1977年まで使用された
? アラブ・イスラム共和国国旗（1974年）
? 1991年 - 2004年のイラク国旗
? 2004年 - 2008年のイラク国旗